# Йенч, Аналена
Анале́на Йенч (нем. Analena Jentsch; род. 28 мая 1997, Фюссен, Бавария) — немецкая кёрлингистка.
Играет на позиции первого.
В составе женской сборной Германии участвовала в нескольких чемпионатах Европы и мира.

## Достижения
- Чемпионат Европы по кёрлингу: бронза (2018, 2021).
- Чемпионат Германии по кёрлингу среди женщин: серебро (2013, 2015), бронза (2016).

## Команды
| Сезон   | Четвёртый       | Третий           | Второй                                | Первый             | Запасной                                                                          | Турниры                                                       |
| ------- | --------------- | ---------------- | ------------------------------------- | ------------------ | --------------------------------------------------------------------------------- | ------------------------------------------------------------- |
| 2012—13 | Даниэла Дриндль | Martina Linder   | Марика Треттин                        | Аналена Йенч       |                                                                                   | ЧГЖ 2013                                                      |
| 2013—14 | Даниэла Дриндль | Martina Linder   | Марика Треттин                        | Аналена Йенч       |                                                                                   |                                                               |
| 2014    | Марика Треттин  | Аналена Йенч     | Эмира Аббес                           | Amelie Heindl      |                                                                                   | ЧГЖ 2014 (4 место)                                            |
| 2014—15 | Даниэла Дриндль | Martina Linder   | Марика Треттин                        | Аналена Йенч       |                                                                                   | ЧГЖ 2015                                                      |
| 2015    | Даниэла Дриндль | Аналена Йенч     | Стелла Хайсс                          | Пиа-Лиза Шёлль     | Марика Треттин                                                                    | ЧМ 2015 (9 место)                                             |
| 2015—16 | Даниэла Дриндль | Аналена Йенч     | Марика Треттин (ЧЕ, ЧГЖ) Стелла Хайсс | Пиа-Лиза Шёлль     | Майке Беер (ЧЕ) Марика Треттин тренер: Томас Липс                                 | ЧЕ 2015 (9 место) · ЧГЖ 2016                                  |
| 2016—17 | Даниэла Йенч    | Аналена Йенч     | Йозефине Оберман                      | Пиа-Лиза Шёлль     | Марика Треттин (ЧЕ) Эмира Аббес (ЧМ) тренер: Томас Липс                           | ЧЕ 2016 (7 место) ЧМ 2017 (9 место)                           |
| 2017—18 | Даниэла Йенч    | Йозефине Оберман | Аналена Йенч                          | Пиа-Лиза Шёлль     | Эмира Аббес (ЧЕ) тренер: Томас Липс                                               | ЧЕ 2017 (6 место)                                             |
| 2018    | Даниэла Йенч    | Эмира Аббес      | Йозефине Оберман                      | Аналена Йенч       | Пиа-Лиза Шёлль тренер: Ули Капп                                                   | ЧМ 2018 (12 место)                                            |
| 2018—19 | Даниэла Йенч    | Эмира Аббес      | Аналена Йенч                          | Клара-Гермина Фомм | Лена Капп тренер: Ули Капп                                                        | ЧЕ 2018                                                       |
| 2018—19 | Даниэла Йенч    | Эмира Аббес      | Клара-Гермина Фомм                    | Аналена Йенч       | Миа Хёне (ЧМ) тренеры: Ули Капп, Маттиас Симон (ЧМ)                               | ЧМ 2019 (9 место)                                             |
| 2019—20 | Даниэла Йенч    | Эмира Аббес      | Клара-Гермина Фомм                    | Аналена Йенч       | Миа Хёне тренер: Кит Вендорф                                                      | ЧЕ 2019 (5 место)                                             |
| 2020—21 | Даниэла Йенч    | Миа Хёне         | Клара-Гермина Фомм                    | Аналена Йенч       | Эмира Аббес тренеры: Ули Капп, Juliane Straehle                                   | ЧМ 2021 (9 место)                                             |
| 2021—22 | Даниэла Йенч    | Эмира Аббес      | Миа Хёне                              | Аналена Йенч       | Клара-Гермина Фомм тренеры: Хольгер Хёне (ЧЕ, квал-ЗОИ, ЧМ), Ули Сутор (квал-ЗОИ) | ЧЕ 2021 · ЗОИ 2022 (квал. 2021) (6 место) · ЧМ 2022 (9 место) |
| 2022—23 | Даниэла Йенч    | Эмира Аббес      | Пиа-Лиза Шёлль                        | Аналена Йенч       | Лена Капп тренеры: Ули Капп, Даниэль Херберг                                      | ЧЕ 2022 (7 место)                                             |
| 2022—23 | Даниэла Йенч    | Эмира Аббес      | Лена Капп                             | Аналена Йенч       | Пиа-Лиза Шёлль тренеры: Ули Капп, Christian Hungerecker                           | ЧМ 2023 (10 место)                                            |

(скипы выделены полужирным шрифтом)

## Частная жизнь
Из семьи кёрлингистов. Её отец Роланд Йенч играл в команде Германии на чемпионате Европы по кёрлингу среди смешанных команд 2006. Её мать Кристина Йенч выигрывала бронзовые медали 1992, участвовала в зминих Олимпийских играх 1992 (где проводился демонстрационный турнир по кёрлингу, в женской части которого победила женская команда Германии). Её сестра, Даниэла Йенч, является скипом команды, где вместе с нею играет Аналена.